# 阮丹桂
阮丹桂（越南语：／，1942年4月13日—）是越南的一位内分泌学家，他更为著名的身份是持不同政見者、人權活動家、民运人士和良心犯。他曾在1978年至1988年、2003年至2005年、2011年至今三次因为宣传民主运动，而被越南共产当局以危害国家安全的罪名逮捕入狱。《纽约时报》在2003年对他的一篇报道中称赞他是“越南最有声誉的异见人士”。

## 生平
阮丹桂於1942年出生在河內，当时河内处在日本皇军的占领之下。日内瓦会议结束之后，越南北部被共产主义势力控制，父母带着他的五个兄弟姐妹一起逃到南部的西贡（今胡志明市）。他在22岁的时候取得西贡大学医学士的学位。在20世纪60至70年代间，他获得联合国的奖金，去欧洲专攻放射性疗法。
1974年，他到西贡大学执教。翌年，成为大水镬医院的负责人。西贡沦陷后，他本有机会逃离越南，但却决定留下向穷人提供医疗帮助。
然而在第二年，阮丹桂就因为批评共产当局对健康照顾的区别政策而被免职。他随后组建了亲民主的组织——民族進步阵线（Mặt trận Dân tộc Tiến bộ）。他也是国际特赦组织在越南的第一位成员，开始出版了两个地下报刊向公众发行，对当局违反人权的行径提出质问，建议当局减少军事开支，投资于百姓福利之上。1978年，他因为继续批判过当局的健康保护政策，与47名同志一起被捕，未经任何审判便关入监狱。他们在狱中备受酷刑折磨，其中五人在监禁中死去。当阮丹桂提出要提高政治犯的待遇时，他被禁闭在一个五到六英尺的、没有任何卫生设施的笼子里长达两个月。他后来被判处十年监禁。
他被释放后，又组建了一个民主运动组织——人本高潮（Cao Trào Nhân Bản）。1990年6月14日，他又被当局逮捕。1991年11月29日，因为向国际特赦组织送出信件，被当局以叛国罪判处20年劳动改造外加5年的软禁于家中。越共的喉舌称“反动势力利用他们来诽谤越南”以及“试图推翻人民政府”。阮丹桂的家人和人权组织报导称当局不顾他日渐恶劣的健康状况，把他分配去做艰苦的劳动。越南外交部否认了这些指控。
1991年4月，美国参议员鲍勃·克里试图再次与他的家人会面，遭到当局的拒绝。1993年8月，参议员查克·罗布位于阮丹桂弟弟居住的选区内，试图与阮丹桂接触并向他送去药品，被越南当局禁止跟他会面。阮丹桂案被欧洲议会、国际特赦组织和法国所接受。
1998年越南发布大赦令，阮丹桂和另一位民主运动家段曰活一起获释。二人被准许离开越南去美国，美国还提供了居住地。但阮丹桂拒绝了，他声明就算呆在监狱里都比被迫流亡好。此后他继续留在了越南。
1999年5月12日，阮丹桂在互联网上发表声明，要求越南国会实现自由选举，此后数日，他又发布了数篇批评越南媒体审查的文章。他因此在17日再次被捕，当局指控他从事间谍活动。2004年1月29日，胡志明市人民法院认定他“散布民主权力言论，危害国家互联网以及合法权利、社会组织和人民的利益”，判处30个月的监禁。他在2005年1月因为春节而获得特赦，与阮文理、Nguyen Dinh Huy、Huynh Van Ba一起出狱。
2011年2月中旬，阮丹桂在互联网上发布信息，试图以阿拉伯之春的模式推动越南拥有更多的民主，被当局指控企圖推翻政府而遭到逮捕，其後曾獲准保釋。警方对他家进行突袭之后，宣称在他家发现上千份反政府文件。国际特赦组织认为他是良心犯，呼吁越南当局释放他。2012年3月6日，美国前众议院议员高光映开展了一项游说越南当局释放阮丹桂、阮文理、阮文海等政治犯的活动，要求奥巴马总统和美国国会向越南当局施压。

## 奖项
阮丹桂在1995年获得罗伯特·弗朗西斯·肯尼迪人权奖，以表彰他对越南的自由和人权作出的贡献。2004年，他获得公民勇气奖。

## 外部連結
- 阮丹桂的Facebook專頁